# Nando Santos
Nando Santos (La Puebla de Cazalla, provincia de Sevilla, 1 de noviembre de 1977) es un cantante español.

## Biografía
Desde muy joven empezó a componer y comenzó a actuar en hoteles y formó parte de varias formaciones amateur.
Entre 2003 y 2006 probó suerte en varias productoras de Madrid con diferentes maquetas grabadas en Talavera de la Reina (Toledo) por el productor Borja Murel.
En 2007 graba su primer videoclip titulado "Regalo de boda". Este videoclip, subido a las redes sociales, llama la atención de Carlos de López y Javier Losada (considerado uno de los mejores productores de España) los cuales le proponen grabar su primer trabajo discográfico.En 2008 firmó su primer contrato profesional con la compañía discográfica Kronborg Records.
Nando Santos grabó su primer disco profesional en 2009 en los estudios G16 de Madrid, titulado De corazón y empieza a conseguir cierta popularidad, primero en programas a nivel autonómico (Comunidad Valenciana) y más tarde a nivel nacional en programas como Gente de TVE o En días como hoy de RNE.
Con este primer álbum recorre toda España con más de 100 conciertos y consigue un gran éxito al entrar en la lista de 40 principales y ser reconocido como 'Artista 40' en la popular web de la emisora.
Licenciado en Filología Francesa y graduado en Magisterio de Primaria compagina la música con la enseñanza y es el autor del himno del CEIP Jaume I de Vinaròs (Castellón), donde ejerce como docente desde 2008. También es el autor del himno de las Olimpiadas Escolares de Vinaròs (compuesto en 2023).
Ha colaborado en múltiples actos benéficos junto a Manos Unidas, Fadam (Lucha contra el cáncer infantil), Mi Mano es tu apoyo (contra la violencia de género) o Afaniad (Asociación de familiares con discapacitados).
En 2014 lanza un nuevo disco grabado en Lucena (Córdoba) titulado Va por ti". Con este título Nando homenajea a su madre, fallecida poco antes de la publicación del disco.
Durante 2014 y 2015 presenta este nuevo trabajo en diferentes lugares de España.
En 2016 Nando Santos presenta un nuevo proyecto musical titulado "VersioNANDO", comenzando una gira de actuaciones en diciembre de 2016.
Se trata de un repertorio de versiones  a las cuales Nando les da su propio toque personal.
En 2017 es seleccionado entre más de 2.500 grupos y solistas para realizar una gira de conciertos en acústico por diferentes Fnac de España dentro del programa +100 de la SGAE.
En 2018 continúa la misma línea del trabajo anterior con un nuevo proyecto titulado "VersioNAN2", con el cual lleva a cabo una nueva gira de conciertos.
En 2019, junto al guitarrista Julián Sanz, forma el dueto "VersioNANDO by Santos&Sanz" con el que presenta nuevas versiones y algunos temas propios. Asimismo, como solista, inicia la grabación de un nuevo trabajo discográfico titulado "Color de la mar".
Tras un parón de varios años por motivos personales, a finales de 2023 retoma la grabación iniciada en 2019 de su nuevo trabajo discográfico.
En 2024 forma junto a su hija Andrea el dúo Nandrea con la cual lanza su primer single el 22 de marzo titulado "Superheroína".
El 25 de diciembre de 2024 Nandrea lanza su segundo single promocional titulado "Color de la mar".

## Discografía
- De corazón (2009)

Primer trabajo de Nando Santos, grabado en los estudios G16 de Madrid, bajo el sello discográfico Kronborg records, producido por Carlos de López y Javier Losada, considerado uno de los mejores productores españoles, con gran experiencia en el mundo de la música, que ha trabajado, entre otros con Alejandro Sanz, Ricky Martin, Manuel Carrasco, Álex Ubago o Celia Cruz.
En este disco colaboraron grandes músicos como Juan Maya (guitarrista acompañante de Estopa), Julián Kanewsky (habitual guitarrista de Andrés Calamaro), Paco Prieto o el baterista David Bonilla.
- Va por ti (2014)

Autoproducción grabada en Lucena (Córdoba), producida por Antonio J. Henares y el propio Nando Santos.
En el disco colaboran grandes músicos como el baterista Manuel de Lucena, el guitarrista flamenco Román Carmona o el guitarrista Alberto Rufi.
• Color de la mar (2023)
Trabajo discográfico grabado en los estudios Denisse Sound de Vinaròs (Castellón), producido por Carlos de López con la colaboración de diferentes músicos como Alberto Rufi, Carlos de López o Julián Sanz.

### Singles y videoclips
- Completamente enamorados (2008)
- De ti me enamoré (2009)
- Que te vaya bien (2010)
- Enseñar y aprender (2011)
- Mi lema es amarte (2011)
- Ni una más (2013)
- Siete(2014)
- Va por ti(2014)
- Te vi nacer(2015)
- Un pedacito de mi (2015)
- Vinaròs és olímpic (2023)
- Superheroína (con Nandrea) (2024)
- Color de la mar (con Nandrea) (2024)